# Tajma (Syria)
Tajma (arab. تيما) – wieś w Syrii, w muhafazie As-Suwajda. W 2004 roku liczyła 801 mieszkańców.